# Der Gangster-Kodex
Der Gangster-Kodex, auch bekannt als Lou Ferrante: Das organisierte Verbrechen, ist eine britische Krimi-Dokureihe des Senders Discovery Channel, moderiert von Ex-Mafioso Louis Ferrante.

## Handlung
Louis Ferrante, ein ehemaliges Mitglied der Gambino-Familie der amerikanischen Cosa Nostra, nutzt, nachdem er 8 ½ Jahre im Hochsicherheitsgefängnis absitzen musste, sein Insider-Wissen, um in die Welt verschiedenster berüchtigter Gangs einzutauchen. Von El Salvador und den Philippinen, nach Italien und Polen, versucht er die Ursprünge und Machenschaften dieser Banden von sowohl innerhalb als auch außerhalb des Gefängnisses zu untersuchen.

## Hintergrund
In Spanien erschien die Serie unter dem Titel Desde la celda (spanisch für „Aus der Zelle“).
Die deutsche Erstausstrahlung erfolgte unter dem Titel Lou Ferrante: Das organisierte Verbrechen.

## Episodenliste
| Nr. | Deutscher Titel      | Originaltitel    | Zusammenfassung | Erstausstrahlung USA | Deutschsprachige Erstausstrahlung (D/A/CH) |
| --- | -------------------- | ---------------- | --- | -------------------- | ------------------------------------------ |
| 1   | Die 18th Street-Gang | 18th Street      | Louis Ferrante begibt sich hinter die Gitterstäbe von El Salvador, um mehr über die Latino-Gang namens 18th Street Gang aus Mittelamerika zu erfahren.                                           | 27. Feb. 2013        | 10. Apr. 2013                              |
| 2   | Die Commandos        | The Commandos    | Louis Ferrante begibt sich hinter die Gitterstäbe von Manila, um mehr über die Gefängnis-Gang namens Commandos zu erfahren.                                                                      | 6. März 2013         | 17. Apr. 2013                              |
| 3   | Die Burquenos        | The Burquenos    | Louis Ferrante begibt sich auf die Straßen von Albuquerque und Zellen von Las Cruces, um mehr über die Gang namens Burquenos aus dem Südwesten der USA zu erfahren.                              | 13. März 2013        | 24. Apr. 2013                              |
| 4   | Die Camorra          | The Camorra      | Louis Ferrante begibt sich nach Neapel, um mehr über die neapolitanisch-stämmigen Mafiaclans der Camorra zu erfahren.                                                                            | 20. März 2013        | 1. Mai 2013                                |
| 5   | Die Pruzkow-Mafia    | The Grypser Gang | Louis Ferrante begibt sich nach Polen, um mehr über das Grypsera-System (Geheimsprache) der kriminellen Gefängnisinsassen aus Polen zu erfahren. Ebenso recherchiert er über die Pruszków-Mafia. | 27. März 2013        | 8. Mai 2013                                |